# Matatua maorica
Matatua maorica är en insektsart som först beskrevs av Myers 1923.  Matatua maorica ingår i släktet Matatua och familjen dvärgstritar. Inga underarter finns listade i Catalogue of Life.